# Yasser Triki
Yasser Mohamed Tahar Triki, né le 24 mars 1997 à Constantine, est un athlète algérien, spécialiste du saut en longueur et du triple saut.
Il détient depuis 2021 le record d'Algérie du triple saut avec 17,43 m.

## Biographie

### Débuts
Troisième du saut en longueur lors des championnats d'Afrique juniors 2015, il remporte le titre du saut en longueur et du triple saut durant les championnats arabes juniors de 2016. Il termine au pied du podium de la longueur lors des championnats du monde juniors 2016.
Il se distingue lors des championnats panarabes 2017 en s'adjugeant la médaille d'or du saut en longueur et du triple saut. Il remporte la médaille d'argent du saut en longueur aux universiades d'été de 2017.

### Champion NCAA
Etudiant à l'Université A&M du Texas à College Station, il remporte à Eugene en juin 2018 le titre NCAA du triple saut.  Médaillé d'argent du saut en longueur lors des Jeux méditerranéens de 2018 derrière le Marocain Yahya Berrabah, il participe cette même année aux championnats d'Afrique à Asaba au Nigeria, se classant 4e du saut en longueur et remportant la médaille de bronze au triple saut.
En 2019, lors des championnats panarabes, il décroche la médaille d'or du triple saut, et la médaille d'argent du saut en longueur, s'inclinant une nouvelle fois devant Yahya Berrabah. Aux Jeux africains de Rabat, il s'impose dans l'épreuve du saut en longueur (8,01 m) et se classe deuxième de celle du triple saut, battu par le Burkinabé Hugues Fabrice Zango. Fin octobre 2019, lors des Jeux mondiaux militaires à Wuhan en Chine, il se classe 3e du saut en longueur en portant son record personnel a 8,08 m (+0,2 m/s), et se classe 3e du triple saut en devenant le premier athlète algérien à franchir la limite des 17 mètres (17,08 m).

### Record d'Algérie en finale des Jeux olympiques (2021)
Il remporte deux nouvelles médailles d'or lors des championnats panarabes 2021, réalisant 7,96 m au saut en longueur et 17,26 m au triple saut (nouveau record personnel). Le 1er juillet 2021, il remporte le meeting Ligue de diamant des Bislett Games à Oslo avec un saut à 17,24 m. Il participe aux Jeux olympiques de 2020, à Tokyo et se classe 5e de l'épreuve du triple saut en établissant un nouveau record d'Algérie avec 17,43 m. Dans cette finale, il réussit quatre bonds à plus de 17,30 m, alors que son record personnel jusque-là était de 17,33 m. Il échoue à quatre centimètres seulement de la médaille de bronze.
En 2022 il remporte à nouveau le bronze lors des championnats d'Afrique, puis est vainqueur aux Jeux méditerranéens d'Oran avec 17,07 m.
L'année suivante, il se classe cinquième des championnats du monde de Budapest en réalisant une marque de 17,01 m.

### Vice-champion du monde en salle (2024)
Yasser Triki participe en mars 2024 aux championnats du monde en salle de Glasgow. Auteur de son meilleur saut de l'année dès sa première tentative avec 17,35 m, il prend la tête du concours mais mord ses deux essais suivants. Il est finalement devancé par le Burkinabé Hugues Fabrice Zango qui réalise 17,53 m à son cinquième essai mais obtient la médaille d'argent, signant sa première médaille dans une compétition intercontinentale majeure.
Le 17 juillet 2024, il est nommé porte-drapeau de la délégation algérienne aux Jeux olympiques d'été de 2024 à Paris en compagnie de la judokate Amina Belkadi.

## Palmarès

### International
| Date | Compétition                    | Lieu         | Résultat | Épreuve          | Marque  |
| ---- | ------------------------------ | ------------ | -------- | ---------------- | ------- |
| 2015 | Championnats d'Afrique juniors | Addis-Abeba  | 3e       | Longueur         | 7,39 m  |
| 2016 | Championnats arabes juniors    | Tlemcen      | 1er      | Longueur         | 7,43 m  |
| 2016 | Championnats arabes juniors    | Tlemcen      | 1er      | Triple saut      | 16,01 m |
| 2016 | Championnats du monde juniors  | Bydgoszcz    | 4e       | Longueur         | 7,81 m  |
| 2017 | Championnats panarabes         | Radès        | 1er      | Longueur         | 7,83 m  |
| 2017 | Championnats panarabes         | Radès        | 1er      | Triple saut      | 16,64 m |
| 2017 | Universiade                    | Taipei       | 2e       | Longueur         | 7,96 m  |
| 2017 | Universiade                    | Taipei       | 6e       | Triple saut      | 16,60 m |
| 2018 | Jeux méditerranéens            | Tarragone    | 2e       | Longueur         | 8,01 m  |
| 2018 | Championnats d'Afrique         | Asaba        | 4e       | Longueur         | 8,01 m  |
| 2018 | Championnats d'Afrique         | Asaba        | 3e       | Triple saut      | 16,78 m |
| 2019 | Championnats panarabes         | Le Caire     | 2e       | Longueur         | 7,97 m  |
| 2019 | Championnats panarabes         | Le Caire     | 1er      | Triple saut      | 16,50 m |
| 2019 | Jeux africains                 | Rabat        | 1er      | Longueur         | 8,01 m  |
| 2019 | Jeux africains                 | Rabat        | 2e       | Triple saut      | 16,71 m |
| 2019 | Jeux mondiaux militaires       | Wuhan        | 3e       | Longueur         | 8,08 m  |
| 2019 | Jeux mondiaux militaires       | Wuhan        | 3e       | Triple saut      | 17,08 m |
| 2021 | Championnats panarabes         | Radès        | 1er      | Longueur         | 7,96 m  |
| 2021 | Championnats panarabes         | Radès        | 1er      | Triple saut      | 17,26 m |
| 2021 | Jeux olympiques                | Tokyo        | 5e       | Triple saut      | 17,43 m |
| 2022 | Championnats du monde en salle | Belgrade     | 10e      | Triple saut      | 16,52 m |
| 2022 | Championnats d'Afrique         | Saint-Pierre | 3e       | Triple saut      | 16,58 m |
| 2022 | Jeux méditerranéens            | Oran         | 1er      | Triple saut      | 17,07 m |
| 2023 | Jeux panarabes                 | Oran         | 1er      | Longueur         | 7,83 m  |
| 2023 | Jeux panarabes                 | Oran         | 1er      | Triple saut      | 17,30 m |
| 2023 | Championnats du monde          | Budapest     | 5e       | Triple saut      | 17,01 m |
| 2024 | Championnats du monde en salle | Glasgow      | 2e       | Triple saut      | 17,35 m |
| 2024 | Jeux africains                 | Accra        | 2e       | Saut en longueur | 7,83 m  |
| 2024 | Jeux olympiques                | Saint-Denis  | 9e       | Triple saut      | 17,22 m |

### National
- Championnats d'Algérie d'athlétisme :
  - Triple saut : vainqueur en 2017 et 2023
  - Saut en longueur : vainqueur en 2014, 2015 et 2017

- Championnats NCAA :
  - Triple saut : vainqueur en 2018

## Records
| Épreuve     | Marque       | Lieu  | Date            |
| ----------- | ------------ | ----- | --------------- |
| Longueur    | 8,08 m       | Wuhan | 24 octobre 2019 |
| Triple saut | 17,43 m (NR) | Tokyo | 5 août 2021     |

## Distinction personnelle
- «Al Fadjr» meilleur athlète algérien de l'année : 2021